# Gary Pallister
Gary Andrew Pallister (ur. 30 czerwca 1965 w Ramsgate) – angielski piłkarz występujący na pozycji obrońcy, przez dziewięć lat bronił barw Manchesteru United. Oficer Orderu Imperium Brytyjskiego (OBE, 1998).

## Kariera
Karierę zaczynał w amatorskim zespole Billingham Town. Poza grą w piłkę, pracował również w porcie. Po pewnym czasie został dostrzeżony przez działaczy Middlesbrough, dokąd ostatecznie trafił w 1985 za zestaw strojów, piłki i siatkę. Znany był ze swoich dobrych warunków fizycznych i nieustępliwości, dzięki czemu był obrońcą twardym i trudnym do przejścia. Dobre występy w Division Two zaowocowały powołaniem do kadry (1988), w której zadebiutował 27 kwietnia w spotkaniu z Węgrami. Był jednym z niewielu drugoligowców, którzy trafili do angielskiej reprezentacji. Rok później opuścił Middlesbrough, przenosząc się do Manchesteru United za rekordową jak na obrońcę wówczas sumę 2,3 mln funtów. Na Old Trafford stworzył ze Steve'em Bruce'em dobrze rozumiejący się duet, który należał do najlepszych w lidze. Pallister regularnie pojawiał się w pierwszym zespole, zaś w latach 1992–1995 opuścił tylko jeden mecz. W barwach United zdobył wiele trofeów, m.in. Puchar Zdobywców Pucharów (1991). Latem 1998 opuścił klub, powracając do Middlesbrough, gdzie występował do końca kariery w 2001.

## Sukcesy
Manchester United
- Mistrzostwo Anglii - 1993, 1994, 1996, 1997
- Puchar Anglii - 1994, 1996
- Puchar Ligi Angielskiej - 1992
- Tarcza Wspólnoty - 1990, 1993, 1994, 1996, 1997
- Puchar Zdobywców Pucharów - 1991
- Superpuchar Europy - 1991
- Piłkarz Roku Angielskiej Ekstraklasy - 1992